# Mali Vrh (gmina Mirna Peč)
Mali Vrh – wieś w Słowenii, w gminie Mirna Peč. W 2018 roku liczyła 45 mieszkańców.